# Acétate d'anisyle
L'acétate de para-anisyle est un additif alimentaire. Il peut être isolé à partir de Castoréum, sécrétion produite par les glandes sexuelles de castor.
Ce composé a une odeur fruitée d'amande, de cerise, de lilas et de vanille. Il possède une odeur de puissance moyenne. Il est utilisé en parfumerie, dans l'agroalimentaire ainsi que dans l'industrie du tabac.